# Cambarus polychromatus
Cambarus polychromatus е вид десетоного от семейство Cambaridae. Видът не е застрашен от изчезване.

## Разпространение и местообитание
Разпространен е в САЩ (Илинойс, Индиана, Кентъки, Мичиган, Охайо и Тенеси).
Обитава сладководни басейни, заливи, реки и потоци.